# Jūgatsu no Ningyo
Albums de Yukiko Okada
FAIRY
(5 septembre 1984) Venus Tanjō
(21 mars 1986)
Compilations par Yukiko Okada
Okurimono
(28 novembre 1984) Okurimono II
(novembre 1985)
Singles
1. Kanashii Yokan
Sortie : 17 juillet 1984

Jūgatsu no Ningyo, parfois écrit Jyūgatsu no Ningyo (十月の人魚, trad. : « La sirène d'Octobre »), est le troisième album studio de la chanteuse pop japonaise Yukiko Okada, sorti en septembre 1985.

## Développement
L'album sort le 18 septembre 1985 sous le label Canyon (plus tard renommé Pony Canyon), soit six mois après le deuxième album de la chanteuse intitulé FAIRY, sous plusieurs formats : d'abord sous format vinyle (disque de l'époque) puis en cassette audio et en mini CD.
L'opus, dont les chansons ont été produites et arrangées par Masataka Matsutōya, comprend au total dix chansons, dont une intitulée Kanashii Yokan écrite et composée une autre chanteuse Mariya Takeuchi, sortie deux mois auparavant en tant que 6e single officiel de Yukiko Okada.
Cet album atteint la 4e place du classement hebdomadaire des ventes de l'Oricon et s'est vendu pour un total de 66 000 exemplaires.

## Liste des titres
| 1.  | Sweet Planet                                                 | Tetsuya Komuro     | Noriko Miura       | 4:00 |
| 2.  | Mizuumi (みずうみ)                                           | Noriko Miura       | Kazuo Zaitsu       | 3:58 |
| 3.  | Kachōzu (花鳥図)                                             | Kazuo Zaitsu       | Shū Takahashi      | 3:33 |
| 4.  | Kanashii Yokan (哀しい予感)                                  | Mariya Takeuchi    | Mariya Takeuchi    | 3:39 |
| 5.  | Lonesome Season (ロンサム・シーズン)                         | Mariya Takeuchi    | Mariya Takeuchi    | 3:45 |
| 6.  | Ryūsei no Kōgen (流星の高原)                                 | Masataka Matsutōya | Shū Takahashi      | 3:51 |
| 7.  | Bien                                                         | Tetsurō Kashibuchi | Tetsurō Kashibuchi | 3:49 |
| 8.  | Penalty (ペナルティ)                                         | Satoru Sugishin    | Mariya Takeuchi    | 4:08 |
| 9.  | Jūgatsu no Ningyo (十月の人魚)                               | Masataka Matsutōya | Shū Takahashi      | 5:15 |
| 10. | Mizuiro no Princess -Mizu no Sei- (水色プリンセス－水の精－) | Tetsuya Komuro     | Noriko Miura       | 3:54 |